# Jakupcsek Gabriella
Jakupcsek Gabriella (Budapest, 1963. január 18. –) magyar újságíró, műsorvezető, tanár. Első férje Máté Gábor Kossuth-díjas színész volt.

## Élete
Szülei Jakupcsek Ferenc és Pup Irén. A Kölcsey Ferenc Gimnáziumban érettségizett, 1981-ben felvették a Színház- és Filmművészeti Főiskolára, két évet járt, de színi tanulmányait nem fejezte be. Az első év végén jött rá, hogy nem lenne belőle jó színész, képtelen szerepeket játszani. Az Eötvös Loránd Tudományegyetem Bölcsészettudományi Karán tanult művészettörténet–magyar és általános nyelvészet szakon 1984–1990 között. A Magyar Újságírók Országos Szövetsége Újságíró Iskoláját is elvégezte 1990–1991 között. 1990–1999 között a Magyar Televízió szerkesztő-műsorvezetője és kulturális rovatvezetője volt. 1991–92-ben Párizsban a Nemzetközi Újságíró Iskolán tanult. 2000 óta a TV2 munkatársa volt. 1998–2002 között a Danubius Rádiónál a Cappuccino tripla című műsort vezette. 2011-től ismét a köztévé munkatársa volt. 2015. december végén létszámleépítésre hivatkozva felmondtak neki.
2018 őszétől 2022 nyaráig az ATV műsorvezetője volt. 2022. augusztusától a TV2 egyik új műsorában dolgozik.

## Magánélete
Máté Gáborral kötött első házasságából két felnőtt fia van. Máté Bálint Mór 1985-ben, Máté Marcell Mór pedig 1988-ban született. Keresztanyjuk Molnár Piroska színésznő.
Második házasságában, Kliegl Ádám operatőrtől született kislánya, Kliegl Emma Róza 2008-ban.

## Filmjei

### Játékfilmek
- Zsiguli (2004)

### Dokumentumfilmek
- A világ árvái (2006)
- Nem a te napod! (2006)

## Tévéműsorok

### Vetélkedők
- Most vagy soha (TV2)
- Multimilliomos (TV2)
- Lucifer (TV2)
- Magyarország, szeretlek!, Szente Vajk Dunán futó műsorának egyik csapatkapitánya (2011–2016)

### Magazinok
- Mokka (TV2)
- Napközi (M1)
- A lyoni omnibusz
- Reggel
- Tízórai
- Vitriol
- Ridikül (2013–2016) (Duna)
- Jakupcsek Plusz (2018–2021) (ATV)
- Jakupcsek Night (2021–2022) (ATV)

### Show
- A nagy fogyás (TV2; 2007)
- Férfisztriptíz
- Ilyenek voltunk! – 10 éves a TV2 (2007)
- Az igazság ára (TV2; 2008)
- Egymás szemében (TV2; 2017)
- TV2-25! (TV2; 2022)

### Egyéb televíziós szereplései
- Vacsoracsata (RTL Klub; 2009)
- Hal a tortán – A küldetés (TV2; 2016)
- Red Carpet (TV2; 2016)
- Pimaszúr átcuccol (RTL II; 2016)
- Mokka (TV2; 2016–2017)
- Vigyázat, gyerekkel vagyok! (TV2; 2017)
- Extrém Activity (TV2; 2017)
- Pénzt vagy éveket! (TV2; 2017)
- Reggeli (RTL Klub; 2017-2021)
- Konyhafőnök VIP (RTL Klub; 2017)
- Arckép (Story4; 2017)
- Tűsarok (TV2; 2018)
- Nicsak, ki vagyok? – Béka (TV2; 2020)
- Szerencsekerék (TV2; 2022)

### Rádió
- Cappucino Tripla (Danubius Rádió (1999–2003)

## Könyvei
- Hepehupa (Vajay Zsófiával); Korona, Bp., 2002
- Megúszhatatlan – ahogy a gyerekeimnek elmesélem; Jaffa, Bp., 2016
- És Te hogy vagy? Bővebben; Jaffa, Bp., 2017
- Nagy levegő. „Aki megáll, elsüllyed”; Jaffa, Bp., 2019
- Alul semmi? Esélyek és veszélyek Covid idején; Jaffa, Bp., 2021
- A napos B oldal; 21. Század Kiadó, Bp., 2023
- Csakazértis szerelem; 21. Század Kiadó, Bp., 2024

## Elismerései
- Legnépszerűbb női műsorvezető (1998)[7]
- Pro Európa díj (2007)
- Magyar Szakszervezeti Szövetség Művészeti és Kulturális Díj (2015) (Ridikül)[8]
- Antistigma-díj (2016)[9]
- Magyar Esélyegyenlőségi Díj  (2023)